# Dierdorf
Dierdorf är en stad i Landkreis Neuwied i förbundslandet Rheinland-Pfalz i Tyskland.
Staden ingår i kommunalförbundet Verbandsgemeinde Dierdorf tillsammans med ytterligare fem kommuner.